# Snäcklusern
Snäcklusern (Medicago scutellata) är en ärtväxtart som först beskrevs av Carl von Linné, och fick sitt nu gällande namn av Philip Miller. Enligt Catalogue of Life ingår Snäcklusern i släktet luserner och familjen ärtväxter, men enligt Dyntaxa är tillhörigheten istället släktet luserner och familjen ärtväxter. Arten förekommer tillfälligt i Sverige, men reproducerar sig inte. Inga underarter finns listade i Catalogue of Life.

## Bildgalleri

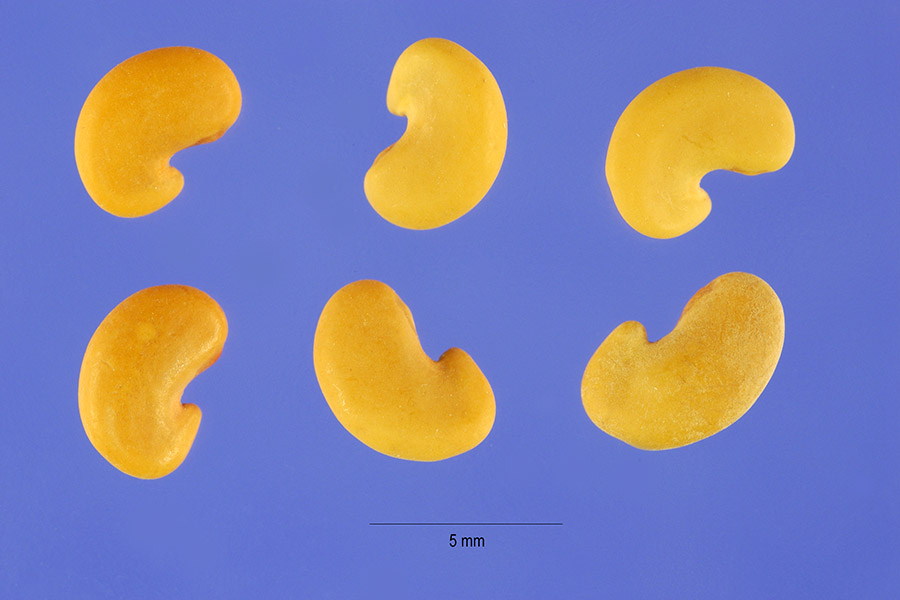
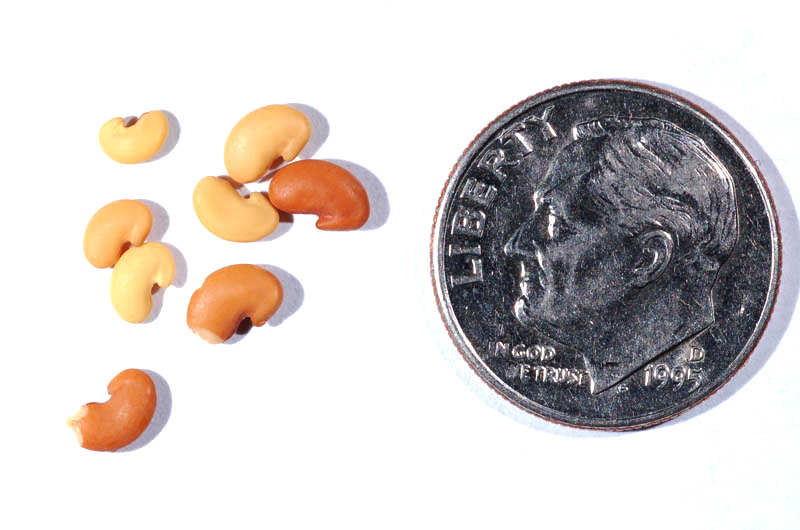